# Dammsvedjans kyrka
Dammsvedjans kyrka ska tjäna behoven hos fyra stadsdelar i södra delen av Borås. Den tillhör Borås Gustav Adolfs församling i Skara stift.

## Kyrkobyggnaden
Den modernistiska kyrkan med församlingshem uppfördes 1968-1969 efter ritningar av arkitekt Bengt Börtin och invigdes Andra söndagen i advent 1969 av biskop Helge Brattgård. De två byggnadskropparna med vita kubiska former ligger i suterräng. Stommen är av betong och ytterväggarna består av vitputsade odekorerade ytor. Yttertaket är belagt med kopparplåt. Kyrkorummet är lugnt och slutet med högt sittande ljusinsläpp golvet är belagt med klinker.
Två meter framför kyrkans ingång finns en klockstapel med en kubisk byggnadskropp. Stapeln har två våningar, där nedervåningen fungerar som stiglucka. I ovanvåningen hänger två kyrkklockor.

## Inventarier
- Nuvarande dopfunt framme vid predikstolen tillkom år 2000 och ersatte en äldre dopfunt av kalksten.

## Orgel
Orgeln är placerad på golvet nära koret. Den tillverkades 1970 av Tostareds Kyrkorgelfabrik och har tolv stämmor fördelade på två manualer och pedal. Fasaden är ljudande.
| Manual I (C-g3) | Manual II (C-g3)   | Pedal (C-f1)  | Koppel |
| --------------- | ------------------ | ------------- | ------ |
| Gedakt 8'       | Rörflöjt 8'        | Subbas 16'    | II/I   |
| Principal 4'    | Ged.flöjt 4'       | Kvintadena 4' | I/P    |
| Spetsflöjt 4'   | Principal 2'       |               | II/P   |
| Gemshorn 2'     | Nasat 1 1/3'       |               |        |
| Cymbel 3 chor   | Sesqualtera 2 chor |               |        |
|                 | Tremolo            |               |        |
|                 | Crescendosvällare  |               |        |